# Femke Heemskerk
Femke Heemskerk (Roelofarendsveen, 21. rujna 1987.) je nizozemska plivačica.
Na OI 2008. u Pekingu osvojila je do sada svoju jedinu i to zlatnu olimpijsku medalju. Dvostruka je svjetska prvakinja u kratkim bazenima te europska prvakinja u plivanju.